# Carlos Robledo Puch
Carlos Eduardo Robledo Puch (Buenos Aires, 22 de gener de 1952), també conegut com "L'àngel de la mort" i "L'àngel negre", és un assassí en sèrie argentí. Va ser condemnat per onze assassinats, un intent d'assassinat, disset robatoris, còmplice d'una violació i un intent de violació, un abús sexual, dos segrestos i dos robatoris. És, juntament amb Cayetano Sants Godino, un dels sociòpates més famosos en la història criminal de la República Argentina.